# Implosiva palatal surda
Um implosiva palatal surda é um som consonantal raro, usado em algumas línguas faladas. O símbolo no Alfabeto Fonético Internacional que representa este som é ⟨ʄ̊⟩ ou ⟨cʼ↓⟩. A letra específica do AFI, ⟨ƈ⟩, foi retirada em 1993.

## Características
- Sua maneira de articulação é oclusiva, ou seja, produzida pela obstrução do fluxo de ar no trato vocal.[1]
- Como a consoante também é oral, sem saída nasal, o fluxo de ar é totalmente bloqueado e a consoante é uma plosiva.[1]
- Seu ponto de articulação é palatal, o que significa que é articulado com a parte média ou posterior da língua elevada ao palato duro.[1]
- Sua fonação é surda, o que significa que é produzida sem vibrações das cordas vocais.[1]
- É uma consoante oral, o que significa que o ar só pode escapar pela boca.[1]
- É uma consoante central, o que significa que é produzida direcionando o fluxo de ar ao longo do centro da língua, em vez de para os lados.[1]
- O mecanismo da corrente de ar é implosivo (ingressivo glótico), o que significa que é produzido puxando o ar e bombeando a glote para baixo.[1]
- Como não tem voz, a glote está completamente fechada e não há corrente de ar pulmonar.[1]

## Ocorrências
Um som raro e evidentemente instável, /ʄ̊/ é atestado da língua sererê do Senegal, e a letra ⟨ࢢ⟩ é dada para a ortografia da escrita árabe da língua, também encontrada em ngiti e lendu.
| Língua | Língua | Palavra                | AFI                    | Significado            | Notas |
| ------ | ------ | ---------------------- | ---------------------- | ---------------------- | ----- |
| Lendu  | Lendu  | [ exemplo necessário ] | [ exemplo necessário ] | [ exemplo necessário ] |       |
| Ngiti  | Ngiti  | [ exemplo necessário ] | [ exemplo necessário ] | [ exemplo necessário ] |       |
| Serer  | Serer  | [ exemplo necessário ] | [ exemplo necessário ] | [ exemplo necessário ] |       |